# Devin Vassell
Devin Anthony Vassell (Suwanee, 23 agosto 2000) è un cestista statunitense.

## Carriera

### High school
Vassell è cresciuto a Suwanee, in Georgia, e ha frequentato la Peachtree Ridge High School. Da senior, Vassell ha registrato una media di 21,6 punti e 8,9 rimbalzi a partita ed è stato nominato Regional Player of the Year dal Gwinnett Daily Post.

### College
Come matricola, Vassell ha segnato in media 4,5 punti e 1,5 rimbalzi a partita e ha guidato tutte le matricole dell'ACC per percentuale del tiro da tre punti (41,9%). Ha segnato un record di 16 punti il 17 dicembre 2018 nella vittoria contro Southeast Missouri State. Vassell è stato nominato miglior giocatore della Emerald Coast Classic 2019 dopo aver segnato 16 punti contro lo Chicago State, 13 contro Tennessee (17ª classificata) e 13 punti contro Purdue in finale. A metà stagione il suo stile di gioco lo ha portato ad essere considerato come una potenziale scelta al primo turno nel Draft NBA 2020. Ha segnato un record di 18 punti contro Virginia nella vittoria per 54-50 stabilendo un nuovo record di carriera nella partita successiva con 23 punti e 11 rimbalzi contro Miami venendo così nominato co-giocatore ACC della settimana. Alla conclusione della stagione regolare, Vassell è stato selezionato per la seconda squadra All-ACC. Ha guidato la squadra in termini di punti con 12,7 punti a partita e nei rimbalzi con 5,1 a partita ed è stato il secondo della squadra per stoppate (29), assist (49) e palle rubate (42). Dopo la fine della stagione, Vassell ha annunciato la sua eleggibilità per il Draft NBA 2020.

### NBA

#### San Antonio Spurs (2020-)
Il 18 novembre 2020 viene selezionato al Draft NBA 2020 con l'11ª scelta dai San Antonio Spurs.

## Statistiche

### NCAA
| Anno      | Squadra             | PG | PT | MP   | TC%  | 3P%  | TL%  | RP  | AP  | PRP | SP  | PP   |
| --------- | ------------------- | -- | -- | ---- | ---- | ---- | ---- | --- | --- | --- | --- | ---- |
| 2018-2019 | Fl. State Seminoles | 33 | 0  | 10,7 | 43,7 | 41,9 | 67,9 | 1,5 | 0,6 | 0,5 | 0,3 | 4,5  |
| 2019-2020 | Fl. State Seminoles | 30 | 30 | 28,8 | 49,0 | 41,5 | 73,8 | 5,1 | 1,6 | 1,4 | 1,0 | 12,7 |
| Carriera  | Carriera            | 63 | 30 | 19,3 | 47,5 | 41,7 | 72,0 | 3,2 | 1,1 | 1,0 | 0,6 | 8,6  |

#### Massimi in carriera
- Massimo di punti: 27 vs Virginia Tech (1º febbraio 2020)[1]
- Massimo di rimbalzi: 11 vs Miami (18 gennaio 2020)
- Massimo di assist: 5 vs Miami (18 gennaio 2020)
- Massimo di palle rubate: 3 (6 volte)
- Massimo di stoppate: 4 vs South Florida (21 dicembre 2019)
- Massimo di minuti giocati: 38 vs Clemson (29 febbraio 2020)

### NBA

#### Regular Season
| Anno      | Squadra           | PG  | PT  | MP   | TC%  | 3P%  | TL%  | RP  | AP  | PRP | SP  | PP   |
| --------- | ----------------- | --- | --- | ---- | ---- | ---- | ---- | --- | --- | --- | --- | ---- |
| 2020-2021 | San Antonio Spurs | 62  | 7   | 17,0 | 40,6 | 34,7 | 84,3 | 2,8 | 0,9 | 0,7 | 0,3 | 5,5  |
| 2021-2022 | San Antonio Spurs | 71  | 32  | 27,3 | 42,7 | 36,1 | 83,8 | 4,3 | 1,9 | 1,1 | 0,6 | 12,3 |
| 2022-2023 | San Antonio Spurs | 38  | 32  | 31,0 | 43,9 | 38,7 | 78,0 | 3,9 | 3,6 | 1,1 | 0,4 | 18,5 |
| 2023-2024 | San Antonio Spurs | 68  | 62  | 33,1 | 47,2 | 37,2 | 80,1 | 3,8 | 4,1 | 1,1 | 0,3 | 19,5 |
| 2024-2025 | San Antonio Spurs | 64  | 53  | 31,0 | 44,3 | 36,8 | 79,2 | 4,0 | 2,9 | 1,3 | 0,5 | 16,3 |
| Carriera  | Carriera          | 303 | 186 | 27,7 | 44,4 | 36,9 | 80,6 | 3,8 | 2,6 | 1,1 | 0,4 | 14,1 |

#### Massimi in carriera
- Massimo di punti: 29 (3 volte)[2]
- Massimo di rimbalzi: 11 vs Los Angeles Clippers (15 gennaio 2022)
- Massimo di assist: 8 (2 volte)
- Massimo di palle rubate: 4 (2 volte)
- Massimo di stoppate: 3 vs Minnesota Timberwolves (14 marzo 2022)
- Massimo di minuti giocati: 42 vs Washington Wizards (25 febbraio 2022)